# Image (album)
Image is het debuutalbum van de Belgische postpunkband Whispering Sons. Het werd op 19 oktober 2018 via PIAS en Smile Records vrijgegeven. 

## Opname
Image bevat veel nummers met een kenmerkende spanningsopbouw. De band vertelde hierover in een interview:
“Wij houden ons niet vaak aan de klassieke songstructuren, waardoor we al verschillende songstructuren hebben gecreëerd. We werken graag met intensiteit en emotie, en dat is een perfecte manier om iemand in een nummer te zuigen en dan helemaal los te gaan naar het einde toe. “Waste” is bijvoorbeeld een nummer dat helemaal opbouwt naar een climax en bevat een techniek die we vaak gebruiken. Bij de meeste nummers kwam die spanningsopbouw ook wel van pas in de studio en hebben we er toen extra spanning aan toegevoegd. Ik denk dat we daarvoor vooral ook onze producers Micha Volders en Bert Libeert mogen bedanken dat ze goede inzichten hadden in ons geluid.
De nummers op Image variëren wat meer van elkaar dan op Endless Party. 
“We hebben ons daarvoor ook zelf een beetje uitgedaagd. Op de EP was bijna elk nummer van begin tot einde gas geven op één melodie of sfeer, maar nu wilden we een geheel creëren door verschillende sounds te gebruiken. Zo blijft het voor de luisteraar én voor ons interessant omdat het een geheel is maar nog steeds uit verschillende aspecten van onze sound bestaat.”

## Ontvangst
Net als de vorige EP Endless Party werd ook Image goed ontvangen. Dansende Beren beschreef het als een “Angstaanjagend innemend debuut”.
Volgens Indiestyle "zet de zinderende opbouw van 'Got A Light' de toon voor de rest van het album: Whispering Sons is drie jaar na ‘Endless party’ heel wat bozer. Nog intenser wordt het wanneer Fennes stem boven de gitaarlijnen uitraast en je getroffen wordt door elke drumtik en gitaarslag. Uit de teksten blijkt dat de grens tussen werkelijkheid en waan verloren gaat. Waar 'Endless party’' nog conservatief opbouwde, speelt 'Image' met verwachtingen en haalt ze die onderuit."

## Tracklist
1. Stalemate (3:52)
2. Got A Light (5:20)
3. Alone (3:56)
4. Skin (4:20)
5. No Time (5:23)
6. Fragments (4:10)
7. Hollow (4:22)
8. Waste (4:26)
9. Dense (3:10)
10. No Image (5:43)

## Bezetting
- Fenne Kuppens – Zang
- Kobe Lijnen – Gitaar
- Tuur Vandeborne – Basgitaar
- Sander Pelsmaekers – Drums
- Sander Hermans – Toetsen